# Parco nazionale Altyn-Emel
Il Parco nazionale Altyn-Emel (kazako: Алтынемел мемлекеттік ұлттық табиғи паркі; russo: Алтын-Эмель национальный парк) è un parco nazionale del Kazakistan.
Tre porzioni del parco fanno parte del sito seriale Deserti freddi invernali del Turan, iscritto nel 2023 nella lista dei patrimoni dell'umanità dell'UNESCO.

## Geografia
È situato nel sud-est del Kazakistan e protegge 4596 km² di territorio prevalentemente arido e montuoso. Circa 20 km² del parco sono ricoperti da foresta ripariale, un habitat particolarmente prezioso dal punto di vista ecologico
I deserti costituiscono circa il 45% del parco, le zone rocciose circa il 30%, e praterie e foreste il 10% circa ciascuno. Il restante 5% è ricoperto da boscaglia xerofila. Il parco nazionale circonda le pendici sud-occidentali dell'Alatau Zungarico e si estende a nord del lago di Kapchagay, appena a nord del fiume Ili. Non lontano dal parco nazionale Altyn-Emel, sul lato opposto dell'Ili, si trova il parco nazionale di Charyn con le sue imponenti formazioni rocciose.

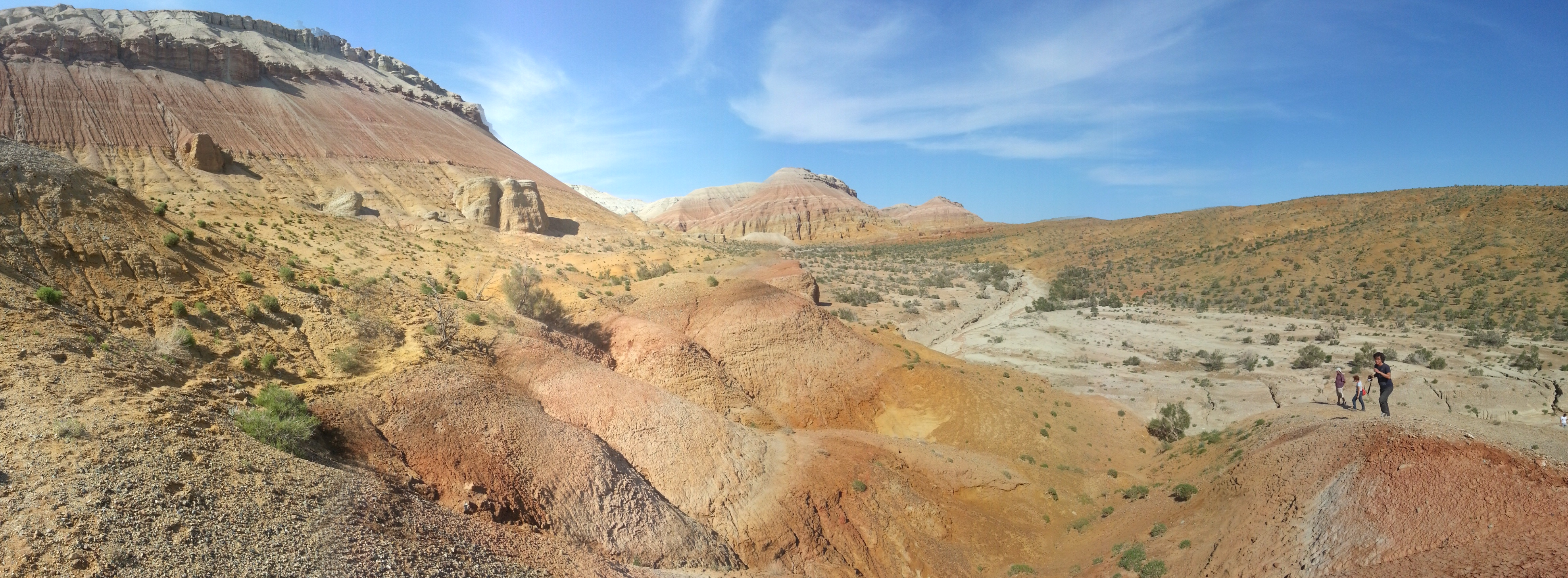
L'Aktau, la «Montagna Bianca».

## Clima
Il clima di Altyn-Emel è continentale umido con estate calda (classificazione dei climi di Köppen (Dfb)). Questo clima è caratterizzato da grandi escursioni termiche stagionali e da un'estate calda (almeno quattro mesi in media oltre i 10 °C), ma nessun mese in media oltre i 22 °C).
Il parco si trova nella zona pedemontana del Tian Shan, nell'arida steppa tropicale.

## Fauna
Il parco ospita 70 specie di mammiferi, tra cui lo stambecco siberiano, la gazzella gozzuta (Gazella subgutturosa), l'argali (Ovis ammon) e l'asino selvatico del Turkmenistan (Equus hemionus kulan). Gli asini selvatici del parco discendono tutti dalle 32 giumente e dai quattro stalloni che sono stati reintrodotti nel parco dopo che la specie era scomparsa dalla regione. Attualmente nel parco ve ne sono più di 2000 esemplari.
Nel 2003 sono stati reintrodotti nella riserva otto cavalli di Przewalski. Tuttavia il loro numero scese ben presto a cinque esemplari e gli animali dovettero essere foraggiati dall'uomo. Nel 2008 sono stati trasferiti nella riserva altri quattro cavalli. Attualmente questi animali si riproducono con successo.

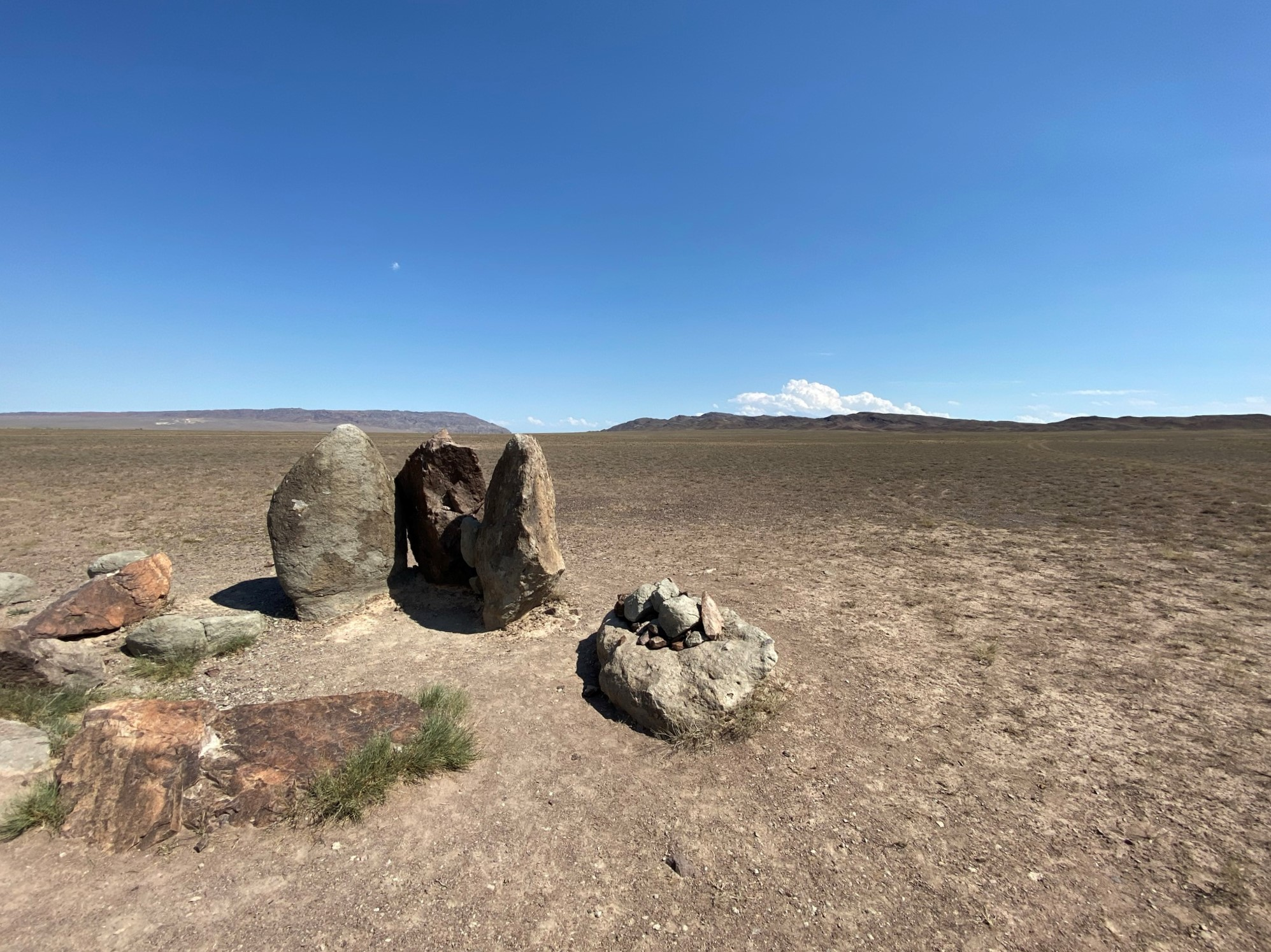
Stele di pietra Oshaktas

Nel 2007 nella foresta ripariale che si estende lungo l'Ili, all'interno del parco, è stato reintrodotto il cervo di Bukhara. Nonostante questo raro cervo sia presente in natura lungo la sponda meridionale del lago di Kapchagay all'interno della riserva di caccia statale di Karatchingil, per la specie era impossibile raggiungere da sé il parco nazionale. Altyn-Emel è un parco che offre un buon livello di protezione, dove bracconaggio e raccolta illegale di legname sono relativamente rari, quindi le possibilità che la specie vi riesca a prosperare sono considerate elevate. Nel parco è consentita la caccia regolamentata allo stambecco siberiano, le cui corna sono considerate un prestigioso trofeo.

## Turismo

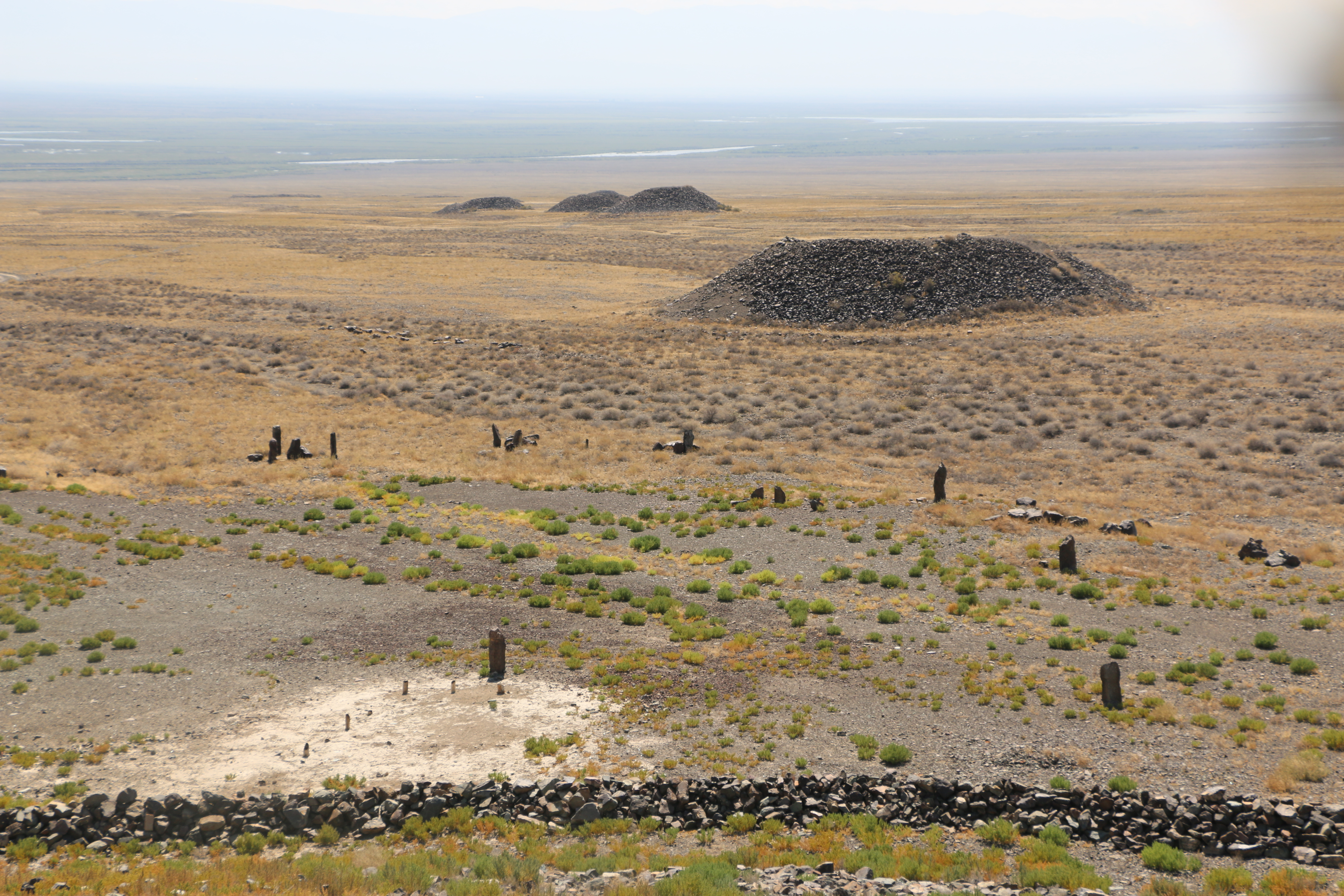
Le «Cinque Tende» (Besshatyr).

La sede del parco nazionale si trova nel piccolo villaggio di Baschi, a nord del parco. Essa offre visite guidate alle dune cantanti, al monte Aktau e al monte Katutau e alle altre attrazioni. È vietato entrare nel parco nazionale senza essere accompagnati da una guida locale. Nel parco nazionale Altyn-Emel si trovano strutture di accoglienza turistica per tutte le fasce di prezzo. Il campeggio libero è consentito, ma solo se si è accompagnati da una guida.
Nel parco non vi sono strade asfaltate e per raggiungere le principali attrazioni turistiche è necessario camminare per diversi chilometri.
Il parco nazionale Altyn-Emel offre le seguenti attrazioni:
- le dune cantanti;
- l'Aktau (la «Montagna Bianca»);
- il Katutau (la «Montagna Rossa»);
- un enorme olmo di 700 anni;
- i petroglifi di Tamgaly Tas;
- il Besshatyr (le «Cinque Tende»), un complesso di antichi tumuli funerari saka (sciti), simili a collinette di circa 20 m di altezza, cinti da 45 blocchi di pietra (menhir) incisi con figure di animali.

### Dune cantanti
Le "Dune Cantanti" si trovano a 300 chilometri dal Parco Nazionale di Almaty. L'area è indicata con il nome di Dune Cantanti a causa del rombo emesso dalla sabbia. La duna di Singing Barchan è lunga 1,5 km e alta 120 m. Il barchan è a forma di mezzaluna. Quando il vento soffia da ovest disperdendo le sabbie, può sembrare che stia suonando un organo a canne. La causa di questo fenomeno è ancora un mistero, ma gli scienziati teorizzano che, con tempo caldo e secco, la sabbia si elettrifica a causa dell'attrito e crea una certa vibrazione sonica.

### Oasi di Kosbastau
L'Oasi di Kosbastau, costituita da un boschetto di alberi con una calda sorgente di radon, si trova nella pianura tra i monti Ulken-Kalkan a ovest e i monti Katytau a est. Un monumento naturale è costituito da un salice di 700 anni. L'età esatta dell'albero è stata rivelata durante l'esame del tronco, dei rami spessi e delle radici. Il salice è stato scoperto durante i lavori geologici nel 1960. Il monumento è inserito nell'elenco delle aree naturali specialmente protette con lo status di istituzione scientifica e di protezione della natura, sotto la cura dell'amministrazione del Parco Nazionale di Altyn-Emel.